# Święty Jakub Starszy jako pielgrzym (obraz El Greca z 1610)
Święty Jakub Starszy jako pielgrzym – obraz hiszpańskiego malarza pochodzenia greckiego Dominikosa Theotokopulosa, znanego jako El Greco.
Znanych jest kilka wersji przedstawiających apostoła Jakuba Starszego jako pielgrzyma. Najwcześniejsza pochodzi z lat 1594–1597 i znajduje się w Hispanic Society of America.
Jakub stoi tu na wzniesieniu, u dołu znajduje się panorama miasta i drzewa. Dolna perspektywa powoduje iż postać apostoła jest jeszcze większa. Za jego plecami widać zachmurzone niebo. Obraz zanim trafił do Hispanic Society znajdował się w kolekcji J. Stchoukine w Paryżu oraz w Ehrich Galleries w Nowym Jorku.

## Inne wersje
O innej, niemal identycznej, kopii wspomina Harold Wethey w swojej monografii El Greco and his school. Atrybucje przypisuje pracowni El Greca; obraz datuje na lata 1610–1614. Miejsce przechowywania obrazu jest nieznane. Podobna, trzecia wersja, znajduje się w sztokholmskim Nationalmuseum